# Пітер Доук
Пітер Доук (англ. Peter Doak, 17 червня 1943) — австралійський плавець.
Призер Олімпійських Ігор 1964 року.
Переможець Ігор Співдружності 1962 року.